# Hằng Xuân

Vị trí tại Bình Đông

Hằng Xuân (tiếng Trung: 恆春鎮; bính âm: Héngchūn Zhèn; Bạch thoại tự: Hêng-chhun)là một trấn của huyện Bình Đông, quốc gia Đài Loan, Trung Hoa Dân Quốc (Đài Loan). Trấn nằm trên bán đảo cùng tên và là địa phương cực nam của đảo Đài Loan. Năm 1982, vườn quốc gia Khẩn Đinh, vườn quốc gia đầu tiên của Đài Loan được thành lập trên địa bàn trấn. Hằng Xuân có diện tích 136,7630 km², dân số vào tháng 8 năm 2011 là 30.888 người thuộc 10.842 hộ gia đình, mật độ cư trú đạt 225,9 người/km²
Năm 2006, tại đây đã xảy ra trận động đất.